# Mabel Paige
Mabel Paige (19 de diciembre de 1880 – 9 de febrero de 1954) fue una actriz de cine y teatro estadounidense.

## Primeros años
Paige empezó a actuar a los cuatro años, donde apareció en Van, the Virginian.

## Carrera
A los 11 años, Paige comenzó a actuar en el teatro de variedades. Actuó en docenas de obras, como Little Lord Fauntleroy en 1892, Rip van Winkle en 1899 y At Cozy Corners en 1905. En el sur, se convirtió en una de las favoritas y fue aclamada como Idol of the South. Su Mabel Paige Theatrical Company realizó giras por la región durante muchos años.[cita requerida] También tuvo compañías conocidas como Mabel Paige Repertoire Company y Mabel Paige Southern Company.
Tras casarse, Paige dejó la actuación para dedicarse a criar a su familia. Estuvo alejada del mundo del espectáculo durante más de una década, pero sus problemas económicos la llevaron a volver a actuar.
En Broadway actuó en Gramercy Ghost (1951), Two Blind Mice (1949), Out of the Frying Pan (1941), Western Waters (1937), Murder in the Cathedral (1936), y Lost Horizons (1934).
Paige también actuó en más de 50 películas entre 1914 y 1953. En sus primeras películas mudas para Lubin Company, coprotagonizó comedias románticas con Oliver Hardy como protagonista.
Una de las últimas apariciones de Paige como actriz fue en la sitcom de la CBS I Love Lucy. El episodio, "The Girls Go Into Business", se emitió el 12 de octubre de 1953.

## Muerte
Paige murió en Van Nuys, California, de un ataque al corazón el 9 de febrero de 1954. Tenía 73 años.[cita requerida] Está sepultada en el cementerio Valhalla Memorial Park en North Hollywood (Los Ángeles).

## Filmografía seleccionada
| - Back to the Farm (1914) - A Fool There Was (1914) - The Soubrette and the Simp (1914) - She Was the Other (1914) - The Servant Girl's Legacy (1914) - Shoddy the Tailor (1915) - Mixed Flats (1915) - Capturing Bad Bill (1915) - Avenging Bill (1915) - The Crazy Clock Maker (1915) - It Happened in Pikesville (1916) - Lucky Jordan (1942) - Freedom Comes High (1943) - The Good Fellows (1943) - Young and Willing (1943) | - ’’Someone to Remember’’ (1943) - The National Barn Dance (1944) - Murder, He Says (1945) - Behind Green Lights (1946) - Nocturne (1946) - Johnny O'Clock (1947) - Her Husband's Affairs (1947) - The Mating of Millie (1948) - Half Past Midnight (1948) - Canon City (1948) - Hollow Triumph (1948) - Johnny Belinda (1948) - Edge of Doom (1950) - The Sniper (1952) |

## Apariciones en televisión
- I Love Lucy, episodio #68 (1953), "The Girls Go Into Business", como Mrs. Hansen.
- Annie Oakley (1954) Episodio #7 titulado "A Gal For Grandma," como Mrs. Frances Randall

## Lectura adicional
- Maltin, Leonard (2015). «Mabel Paige». The Real Stars : Profiles and Interviews of Hollywood's Unsung Featured Players (softcover) (Sixth / eBook edición). Great Britain: CreateSpace Independent. pp. 218-229. ISBN 978-1-5116-4485-3.